# تغريد الخضري
تغريد الخضري هي صحافية فلسطينية، عملت باحثة زائرة في برنامج الشرق الأوسط في مؤسسة كارنيغي، حيث ركزت أبحاثها على مستقبل غزة. وهي أيضًا زميلة عام 2010 في مؤسسة "هاينريش بول". وتعمل محررة في موقع fanack.com.
من عام 2001 إلى عام 2009، عملت الخضري مراسلة لصحيفة نيويورك تايمز من غزة. توقفت عن العمل لدى الصحيفة بعد وقت قصير من إعلان الانتفاضة الإلكترونية أن إيثان برونر، مدير مكتب نيويورك تايمز بالقدس، لديه ابن يخدم في الجيش الإسرائيلي. قررت التايمز عدم عزل برونر من منصبه، بينما استقالت الخضري، قائلة إنها شعرت أنه «ليس من الحكمة» لها البقاء. قالت في حلقة نقاش في مركز فلسطين في واشنطن العاصمة: «إن الوضع كان محفوفا بالمخاطر»، «الأمر حساس للغاية وشعرت بخيبة أمل حقًا لأن [نيويورك تايمز] اتخذت هذا القرار لكنهم يتفهمون سبب مغادرتي.»

## خلفية
ولدت الخضري في غزة وتحمل درجة البكالوريوس في الاتصالات من الجامعة الأمريكية بالقاهرة وماجستير في الاتصال الجماهيري من جامعة ولاية موراي، والتي التحقت بها كباحثة في برنامج فولبرايت. عادت الخضري لاحقًا إلى الولايات المتحدة للحصول على زمالة نيمان في جامعة هارفارد في عام 2006 ومرة أخرى في عام 2010 كزميل في هاينريش بويل وباحثة زائرة بمؤسسة كارنيغي للسلام الدولي.

## مسيرتها
عملت الخضري مراسلة إذاعية في إذاعة صوت أمريكا. ومراسلة تلفزيون الجزيرة، ومراسلة إخبارية تلفزيونية لـ LBC (المؤسسة اللبنانية للإرسال)، بالإضافة إلى العمل على أفلام وثائقية لـ ناشيونال جيوجرافيك وبي بي إس (الولايات المتحدة) وآي تي في (المملكة المتحدة) وسي بي سي (كندا). في عام 2010، قادت برنامجًا إرشاديًا لمدة ثلاثة أسابيع حول تغطية الانتخابات للصحفيين في شمال السودان تحت رعاية برنامج الأمم المتحدة الإنمائي ومعهد فوجو الإعلامي التابع لجامعة لينيوس.
لفتت الخضري انتباه الرأي العام خلال الحرب على غزة 2008-2009، عندما منعت إسرائيل المراسلين من عبور الحدود بين غزة وإسرائيل، وكانت من بين المراسلين القلائل الذين قدموا تقارير من غزة. وتصف تغريد نفسها بأنها من بين عدد قليل جدًا من المراسلين الموضوعيين" الذين يغطون الصراع. وتمت الإشادة بها "لتغطيتها المتعمقة والمتوازنة" للنزاع. وتشعر تغريد أن هويتها كفلسطينية كانت مفيدة في تغطيتها الصحفية في غزة لأنها كانت قادرة على "عيش القصة".
بعد أن تبين أن إيثان برونر، رئيس مكتب نيويورك تايمز في القدس، كان لديه ابن يخدم في التجنيد في الجيش الإسرائيلي، وأن صحيفة نيويورك تايمز رفضت فصله بعد الإعلان عن ذلك، قررت الخضري ترك وظيفتها في نيويورك تايمز.

### من مقالاتها
- تقارير - من واقع العمل العمل - عن الضغط في غزة: مفكرة مراسلة، 2009.[14]

## روابط خارجية
- مرات الظهور على سي-سبان

- سؤال وجواب مع تغريد الخضري في غزة نيويورك تايمز.